# Сабрина Ферили
Сабрина Ферили (итал. Sabrina Ferilli; Рим, 28. јун 1964) италијанска је позоришна и филмска глумица. Освојила је пет Nastro d'Argento награда (укључујући специјалну награду за цивилно ангажовање и перформанс у филму Me, Myself and Her 2016), награду Globo d'oro, четири награде Ciak d'oros и четири номинације за награду David di Donatello. У 2013. години наступала је као Рамона у оскаром награђеном филму La grande bellezza италијанског редитеља Паола Сорентина.

## Филмографија
| Година    | Наслов                                | Напомене |
| --------- | ------------------------------------- | --- |
| 1986      | Sweets from a Stranger                | |
| 1986      | Portami la luna                       | |
| 1987      | Il volpone                            | |
| 1987      | I picari                              | |
| 1988      | Rimini Rimini - Un anno dopo          | |
| 1989      | Night Club                            | |
| 1990      | La strada di Ball                     | |
| 1990      | Red American                          | |
| 1990      | Piccoli omicidi senza parole          | |
| 1991      | Centro Storico                        | Nominated—Nastro d'Argento for Best Supporting Actress |
| 1991      | Un giorno di festa                    | |
| 1992      | Forbidden to Minors                   | |
| 1993      | Diary of a Maniac                     | |
| 1993      | Law of Courage                        | |
| 1993      | Anche i commercialisti hanno un'anima | |
| 1994      | La bella vita                         | Nastro d'Argento for Best Actress Golden Ciak for Best Actress Nominated—David di Donatello for Best Actress                                                                              |
| 1995      | Strangled Lives                       | |
| 1996      | August Vacation                       | Nominated—Nastro d'Argento for Best Actress |
| 1996      | Arance amare                          | |
| 1996      | Return to Home Gori                   | |
| 1997      | Mr. Fifteen Balls                     | |
| 1997      | Il padre di mia figlia                | Flaiano International Prizes – Best Television Actress |
| 1998      | You Laugh                             | |
| 1998      | I fobici                              | |
| 2000      | Freewheeling                          | |
| 2000      | Le giraffe                            | |
| 2000–2001 | The Wings of Life                     | |
| 2001      | Come l'America                        | Flaiano International Prizes – Best Television Actress |
| 2003      | L'Acqua... Il Fuoco                   | |
| 2004      | Lives of the Saints                   | |
| 2004      | Christmas in Love                     | |
| 2005      | Dalida                                | Flaiano International Prizes – Best Television Actress |
| 2006      | Natale a New York                     | |
| 2008      | Your Whole Life Ahead of You          | Nastro d'Argento for Best Supporting Actress Italian Golden Globe Award for Best Actress Golden Ciak for Best Supporting Actress Nominated—David di Donatello for Best Supporting Actress |
| 2013      | The Great Beauty                      | Nastro d'Argento for Best Supporting Actress Golden Ciak for Best Supporting Actress Nominated—David di Donatello for Best Actress                                                        |
| 2015      | Me, Myself and Her                    | Golden Ciak for Best Actress Nominated—David di Donatello for Best Actress Nominated—Nastro d'Argento for Best Actress                                                                    |
| 2016      | Forever Young                         | |
| 2017      | Murder Italian Style                  | Nastro d'Argento for Best Supporting Actress |